# Tour de Toscane 2017
Le Tour de Toscane 2017 est la 89e édition de cette course cycliste sur route masculine. Il fait partie de l'UCI Europe Tour 2017, en catégorie 2.1. Il est disputé du 20 au 21 septembre entre Arezzo et Pontedera. 

## Présentation

### Équipes
| WorldTeams (3)- Bahrain-Merida - UAE Team Emirates - Dimension Data Équipes continentales professionnelles (9)- Wanty-Groupe Gobert - Androni Giocattoli - Fortuneo-Oscaro - Nippo-Vini Fantini - Caja Rural-Seguros RGA - Bardiani CSF - Gazprom-RusVelo - Israel Cycling Academy - Wilier Triestina-Selle Italia Équipes continentales (3)- Sangemini-MG.Kvis - Tirol - D'Amico-Utensilnord |
| |

### Étapes
| Étape     | Date     | Villes étapes         | type              | Distance (km) | Vainqueur d'étape | Leader du classement général |
| --------- | -------- | --------------------- | ----------------- | ------------- | ----------------- | ---------------------------- |
| 1re étape | 26 sept. | Pontedera – Pontedera | étape vallonnée   | 181,8         | Steve Cummings    | Steve Cummings               |
| 2e étape  | 27 sept. | Lajatico – Volterra   | étape de montagne | 165,1         | Guillaume Martin  | Guillaume Martin             |

## Classement
| \| Classement général \| Classement général \| Classement général \| Classement général \| Classement général \| \| Coureur \| Coureur \| Pays \| Équipe \| Temps \| \| ------------------ \| ------------------ \| ------------------ \| ------------------ \| ------------------ \| |         |      |        |       |
| |         |      |        |       |
| Source : ProCyclingStats |         |      |        |       |
| Classement général |         |      |        |       |
| Coureur | Coureur | Pays | Équipe | Temps |